# Jordi Rubio
Pour les articles homonymes, voir Rubio.
Jordi Rubio, né le 1er novembre 1987, est un footballeur international andorran évoluant au FC Santa Coloma au poste de défenseur.

## Biographie
Rubio commence sa carrière au FC Andorra en 2006, avant de s'installer à l'UE Santa Coloma en 2008.
Il participe à plusieurs reprises aux tours préliminaires de la Ligue Europa avec l'équipe de Santa Coloma.
Il fait ses débuts avec la sélection andorrane le 16 août 2006, en amical contre la Biélorussie (défaite 3-0 à Minsk).
Il participe avec l'équipe d'Andorre aux éliminatoires de l'Euro 2008, puis aux éliminatoires de l'Euro 2012, puis aux éliminatoires de l'Euro 2016, et enfin aux éliminatoires du mondial 2018.

## Palmarès
Il est champion d'Andorre en 2021 et 2022 avec l'Inter Club d'Escaldes après avoir été vice-champion en 2010 et 2014 avec l'UE Santa Coloma qu'il est de nouveau en 2025 avec le FC Santa Coloma.
Il remporte la Coupe d'Andorre en 2013, 2016 et 2017 avec l'UE Santa Coloma après avoir été finaliste en 2010 et 2011 avec l'UE Santa Coloma qu'il est de nouveau en 2024 avec le FC Pas de la Casa.
Il remporte également la Supercoupe d'Andorre en 2016 avec l'UE Santa Coloma puis en 2020 et 2021 avec l'Inter Club d'Escaldes.